# Boösaule Montes
I Boösaule Montes sono una struttura geologica della superficie di Io, una delle lune di Giove. Nello specifico, questa struttura si compone di tre vette che si elevano sopra un altipiano di 540 km di diametro situato a nordest del cratere attivo chiamato Pelé. La vetta più alta, il Monte Boösaule meridionale, è uno dei più alti rilievi del sistema solare con i suoi 17.500 metri di altitudine. 
Il nome deriva da Boösaule, una grotta (sita nell'isola di Eubea), dove, secondo il racconto di Strabone, nacque Epafo, figlio della principessa Io; il nome fu approvato dall'Unione Astronomica Internazionale nel 1985.
L'origine dei Boösaule Montes è dovuta al movimento delle placche tettoniche presenti su Io.
Le migliori immagini di questi monti sono state scattate dalla sonda Voyager 1 nel 1979.

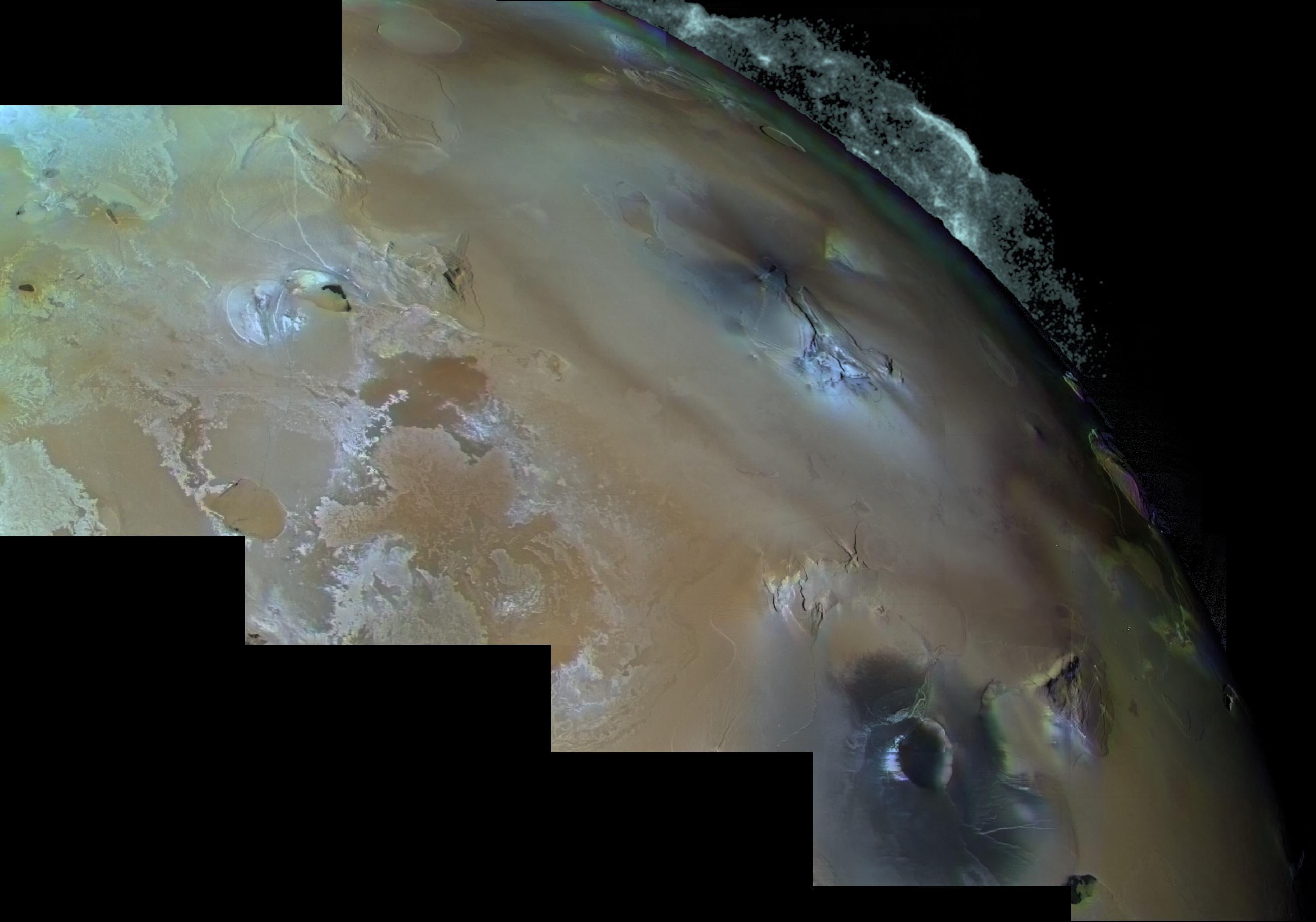
Foto dalla Voyager